# Caldecote (Warwickshire)
Pour les articles homonymes, voir Caldecote.
Caldecote est un village et une paroisse civile du Warwickshire, en Angleterre. Administrativement, il dépend du district du North Warwickshire.

## Toponymie
Caldecote, toponyme courant en Angleterre, est d'origine vieil-anglaise. Il désigne une ou plusieurs chaumières froides, de cald « froid » et cot « chaumière ». Celui du Warwickshire est attesté pour la première fois dans le Domesday Book, compilé en 1086, où il est déjà orthographié Caldecote.

## Géographie
Caldecote est un village du Warwickshire, un comté des Midlands de l'Ouest. Il se situe dans le nord de ce comté, à la frontière du Leicestershire. La grande ville la plus proche est Nuneaton, dont le centre se trouve à 4 km au sud. La rivière Anker (en), un affluent de la Tame, coule au sud et à l'ouest du village.
Au nord-est, la paroisse civile de Caldecote est délimitée par la route A5 qui suit le tracé de l'ancienne voie romaine de Watling Street. Une autre route majeure, la A444 (en), passe à l'est du village et croise la A5 au nord. Le chemin de fer de la Trent Valley line (en), branche de la West Coast Main Line, passe quant à lui au sud-ouest de Caldecote, la gare la plus proche est celle de Nuneaton.
Au Moyen Âge, Caldecote relève du hundred de Hemlingford (en). Après l'abandon du système des hundreds, il est rattaché au district rural d'Atherstone (en) de 1894 à 1974, puis enfin au district non métropolitain du North Warwickshire depuis 1974.
Pour les élections à la Chambre des communes, Caldecote appartient à la circonscription de Nuneaton.

## Histoire
Le Domesday Book indique qu'en 1066, avant la conquête normande de l'Angleterre, le manoir de Caldecote appartient à un certain Tonni ou Tonna. Vingt ans plus tard, en 1086, il est devenu la propriété de l'évêque de Chester Pierre (en). Son revenu annuel est évalué à 3 livres et le village compte alors 10 habitants.
Au XIIIe siècle, la possession de Caldecote est disputée entre les familles Ruffus (ou le Rous) et le Archer. Le manoir est revendu à la famille de Herle en 1304. Il est cédé en 1369 par Ralph de Hastings à la chapelle Sainte-Marie de Noseley, dans le Leicestershire. Cet établissement religieux conserve la propriété de Caldecote jusqu'à la dissolution des monastères.
En 1548, Caldecote est acquis par Michael Purefey de Wellsborough. Son descendant direct, William Purefoy (en) (vers 1580 – 1659), se range dans le camp parlementaire pendant la Première révolution anglaise. Le manoir de Caldecote Hall est attaqué en 1642 par les troupes royalistes des princes Rupert et Maurice. La garnison, menée par George Abbot, est contrainte à la reddition, mais leur résistance courageuse incite Rupert à les épargner. William Purefoy fait partie des 59 commissaires qui signent l'acte d'exécution du roi Charles Ier en janvier 1649.
La famille Purefoy conserve le manoir de Caldecote jusqu'en 1702, année de son rachat par le juge Nathan Wright, qui y réside jusqu'à sa mort en 1721. Ses fils le revendent en 1751 et il passe par la suite entre les mains de divers propriétaires, dont le comte Thomas Lyon-Bowes (1773-1846).

## Démographie
Au recensement de 2011, la paroisse civile de Caldecote comptait 142 habitants.
| Année | Population |
| ----- | ---------- |
| 1801  | 68         |
| 1811  | 100        |
| 1821  | 86         |
| 1831  | 106        |
| 1841  | 93         |
| 1851  | 107        |
| 1881  | 109        |
| 1891  | 138        |
| 1901  | 136        |
| 1911  | 123        |
| 1921  | 114        |
| 1931  | 133        |
| 1951  | 121        |
| 1961  | 137        |
| 2011  | 142        |

## Culture locale et patrimoine

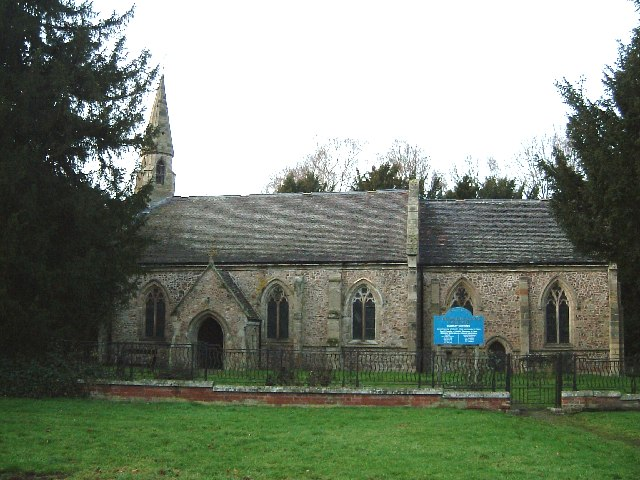
L'église Saints-Théobald-et-Chad de Caldecote

L'église paroissiale de Caldecote est dédiée à deux saints, Théobald et Chad. Elle date de la fin du XIIIe siècle, mais elle a été significativement rénovée et modifiée par l'architecte Ewan Christian (en) en 1857, qui lui ajoute un porche, une sacristie et une tourelle. C'est un monument classé de grade II* depuis 1968.